# Belgique au Concours Eurovision de la chanson 1962
La Belgique a participé au Concours Eurovision de la chanson 1962 alors appelé le « Grand prix Eurovision de la chanson européenne 1962 » émission diffusée le 18 mars depuis l'Auditorium de Télé-Luxembourg à Luxembourg, au grand-duché du Luxembourg.  C'est la 7e participation belge au Concours Eurovision de la chanson.
Le pays est représenté par le chanteur Fud Leclerc et la chanson Ton nom, sélectionnés par la Radiodiffusion-télévision belge (RTB) au moyen d'une finale nationale.

## Sélection

### Finale belge du Grand-Prix Eurovision 1962
Le radiodiffuseur belge pour les émissions francophones, la Radiodiffusion-télévision belge (RTB, prédécesseur de la RTBF), organise une finale nationale intitulée Finale belge du Grand-Prix Eurovision 1962 pour sélectionner l'artiste et la chanson représentant la Belgique au Concours Eurovision de la chanson 1962.
La finale nationale belge a lieu le 19 janvier 1962 au Centre culturel d'Uccle, en région bruxelloise.
Les chansons sont toutes interprétées en français, l'une des trois langues officielles de la Belgique.
Lors de cette sélection, c'est le chanteur Fud Leclerc et la chanson Ton nom qui furent choisis.

#### Finale
| Ordre | Interprète            | Chanson         | Place |
| ----- | --------------------- | --------------- | ----- |
| 1     | Fud Leclerc           | Ton nom         | 1     |
| 2     | Robert-Charles Lanson | Toi, mon copain | –     |
| 3     | Any Godet             | Hambourg        | –     |
| 4     | Ferry Devos           | N'oublie jamais | –     |
| 5     | Éric Channe           | Toi, la femme   | –     |

## À l'Eurovision
Chaque jury d'un pays attribue 3, 2 et 1 vote à ses 3 chansons préférées.

### Points attribués par la Belgique
| 3 points | Luxembourg  |
| 2 points | France      |
| 1 point  | Yougoslavie |

### Points attribués à la Belgique
Fud Leclerc interprète Ton nom en 2e position, après la Finlande et avant l'Espagne.
Au terme du vote final, la Belgique termine 13e et dernière, ex aequo avec l'Autriche, l'Espagne et les Pays-Bas, sur 16 pays, n'ayant reçu aucun point.